# Dolmen de Tella
El dolmen de Tella, de la Piedra de Vasar o de Losa de la Campa es un dolmen perfectamente conservado situado en Tella, en el municipio de Tella-Sin, en la comarca del Sobrarbe (Huesca, España). El túmulo que lo rodeaba casi ha desaparecido. Está a una altitud de 1241 msnm.
Fue identificado en 1954, y excavado por el arqueólogo Antonio Beltrán, que encontró restos de un cráneo y dientes. 

## Acceso
El dolmen es visible desde un área de descanso que hay en la carretera que va de la carretera  A-138  al pueblo de Tella.